# 富士川車站
富士川車站（日语：／ Fujikawa eki */?）是一由東海旅客鐵道（JR東海）所經營的鐵路車站，位於日本靜岡縣富士市中之鄉。富士車站是JR東海所屬的東海道本線沿線的車站之一，也曾是所在地富士川町境內唯一的鐵路車站，但該町已於2008年時併入成為富士市的一部份。在JR東海的分類上，富士是個由公司直接管理的直營車站，站內並設有綠窗口（みどりの窓口）。
在1889年初設站前，車站的預定位置是位於中之鄉村境內，但卻因為隔鄰的岩淵村之有力人士奔走爭取，車站反而命名為「岩淵」。中之鄉村和岩淵村在車站設置同年，與隔鄰的木島村合併之後成為富士川村，並在1901年時升級為富士川町。但是，車站仍在所在地改名之後維持岩淵的舊名，一直到1970年時才根據行政區劃的現況更名為富士川。

## 車站結構
側式月台1面1線與島式月台1面2線、合計2面3線的地面車站。

### 月台配置
| 月台 | 路線       | 方向         | 目的地         |
| ---- | ---------- | ------------ | -------------- |
| 1    | 東海道本線 | 上行         | 沼津、熱海方向 |
| 2    | 東海道本線 | （預留月台） | （預留月台）   |
| 3    | 東海道本線 | 下行         | 靜岡、濱松方向 |

## 使用情況
根據「靜岡縣統計年鑑」，2018年（平成30年）度1日平均上車人次為1,498人。
近年的推移如下表。
| 上車人次推移       | 上車人次推移     | 上車人次推移    |
| 年度               | 1日平均 上車人次 | 來源            |
| ------------------ | ---------------- | --------------- |
| 1993年（平成05年） | 2,382            | [ 利用客数 2 ]  |
| 1994年（平成06年） | 2,194            | [ 利用客数 3 ]  |
| 1995年（平成07年） | 2,177            | [ 利用客数 4 ]  |
| 1996年（平成08年） | 2,189            | [ 利用客数 5 ]  |
| 1997年（平成09年） | 2,107            | [ 利用客数 6 ]  |
| 1998年（平成10年） | 2,021            | [ 利用客数 7 ]  |
| 1999年（平成11年） | 1,957            | [ 利用客数 8 ]  |
| 2000年（平成12年） | 1,887            | [ 利用客数 9 ]  |
| 2001年（平成13年） | 1,854            | [ 利用客数 10 ] |
| 2002年（平成14年） | 1,767            | [ 利用客数 11 ] |
| 2003年（平成15年） | 1,752            | [ 利用客数 12 ] |
| 2004年（平成16年） | 1,743            | [ 利用客数 13 ] |
| 2005年（平成17年） | 1,745            | [ 利用客数 14 ] |
| 2006年（平成18年） | 1,765            | [ 利用客数 15 ] |
| 2007年（平成19年） | 1,748            | [ 利用客数 16 ] |
| 2008年（平成20年） | 1,725            | [ 利用客数 17 ] |
| 2009年（平成21年） | 1,629            | [ 利用客数 18 ] |
| 2010年（平成22年） | 1,601            | [ 利用客数 19 ] |
| 2011年（平成23年） | 1,566            | [ 利用客数 20 ] |
| 2012年（平成24年） | 1,538            | [ 利用客数 21 ] |
| 2013年（平成25年） | 1,548            | [ 利用客数 22 ] |
| 2014年（平成26年） | 1,467            | [ 利用客数 23 ] |
| 2015年（平成27年） | 1,479            | [ 利用客数 24 ] |
| 2016年（平成28年） | 1,494            | [ 利用客数 25 ] |
| 2017年（平成29年） | 1,484            | [ 利用客数 26 ] |
| 2018年（平成30年） | 1,498            | [ 利用客数 1 ]  |

## 相鄰車站
東海旅客鐵道
 東海道本線
富士（CA08）－富士川（CA09）－新蒲原（CA10）

## 外部連結
- 富士川 - 東海旅客鐵道